# Empatia (album)
Empatia je dvanácté studiové album Miroslava Žbirky, které v roce 2009 vydalo hudební vydavatelství Universal Music.

## Seznam skladeb
1. „Empatia“
2. „Biela pani“
3. „Mám svoj vek“
4. „Stratený sen“
5. „Tento song“
6. „Jesenný deň plný dymu“
7. „Jediný tón“
8. „Naj“
9. „Pár slov“
10. „I Need You“
11. „Záhadná“
12. „Dávno“
13. „Kút“
14. „Strom“